# Der verwundete Engel
Der verwundete Engel, auf Finnisch Haavoittunut enkeli, ist ein Ölgemälde des finnischen Malers Hugo Simberg aus dem Jahr 1903. Es befindet sich im Ateneum in Helsinki. Es zählt zu den bekanntesten Gemälden von Simberg und wurde im Jahr 2006 vom Publikum des Ateneums zu Finnlands Nationalem Gemälde gewählt.

## Bildinhalt
Wie bei zahlreichen anderen Gemälden von Simberg geht auch von Der verwundete Engel eine ernste, fast düstere Stimmung aus. Zentrale Figur des Gemäldes ist ein junger Engel, der auf einer Trage sitzt, die von zwei Jungen getragen wird. Der Engel trägt eine Binde über der Stirn, sein Kopf ist gesenkt und auf den Flügeln finden sich Spuren von Blut angedeutet, ein Flügel ist angeknickt. Die beiden jungen Träger sind in düstere Farben gekleidet, so den Eindruck von Trauerkleidung assoziierend. Der hintere der beiden Träger blickt den Betrachter mit ernstem Gesichtsausdruck an. Die Ernsthaftigkeit des Gesichtsausdrucks wird noch gesteigert durch die Jugendlichkeit der dargestellten Figur.
In der rechten Hand hält der Engel einen Strauß von kleinen Blumen, ein kleines Zeichen von Hoffnung.
Hugo Simberg lehnte es stets ab, irgendwelche Erklärungen zu den Bedeutungen seiner Gemälde zu geben. Er hielt es für wesentlicher, dass der Betrachter frei sei, seine eigenen Schlüsse aus der Symbolik eines Bildes zu ziehen. Bekannt ist allerdings, dass Hugo Simberg an einer Gehirnhautentzündung litt, als er die Idee zu dem Gemälde hatte. Er selbst bezeichnete es als einen Quell der Stärke während der Zeit, in der er sich von der Erkrankung erholte.

## Wirkung
Als Hugo Simberg den Auftrag erhielt, einen Teil der Fresken im Dom von Tampere zu malen, entschied er sich dafür, dabei auch eine größere Version des Verwundeten Engels abzubilden. Dort befindet sich mit Im Garten des Todes, das den Tod als Helfer und Beschützer der menschlichen Seele zeigt, auch ein weiteres bekanntes Gemälde von Hugo Simberg als Fresko verarbeitet.
Auf Grund der Bekanntheit des Verwundeten Engels wird dieses Gemälde gelegentlich in anderen, jüngeren Kunstwerken zitiert. So taucht der Verwundete Engel in dem Musikvideo zum Lied Amaranth der finnischen Gruppe Nightwish aus dem Jahr 2007 auf.
Das Gemälde ist auch eines der 1000 Meisterwerke.

## Belege
1. ↑   Finnische Website über die Wahl des Verwundeten Engels zum Nationalgemälde - Helsingin Sanomat, 2. Dezember 2006
2. ↑  Der verwundete Engel auf der Website des Ateneums (auf Finnisch) (Memento des Originals vom 30. Dezember 2005 im Internet Archive)  Info: Der Archivlink wurde automatisch eingesetzt und noch nicht geprüft. Bitte prüfe Original- und Archivlink gemäß Anleitung und entferne dann diesen Hinweis.
3. ↑  YouTube - "Amaranth"-Video der Gruppe Nightwish